# میلیکن (تگزاس)
میلیکن، تگزاس(به انگلیسی: Millican, Texas) شهری در ایالت تگزاس از ایالات جنوبی ایالات متحده آمریکا است. در سرشماری سال ۲۰۰۰، جمعیت این شهر ۱۰۸ نفر اعلام شد.